# 特芳禅傑
特芳禅傑（とくほうぜんけつ、1419年（応永26年） - 1506年10月5日（永正3年9月10日））は、室町時代の臨済宗の僧。大徳寺46世住持、妙心寺10世住持を務め、妙心寺四派の一つである霊雲派の開祖となった。
尾張国熱田（現・愛知県）に生まれる。幼くして出家し、京の東福寺で瑞岩について修行していたが30歳を過ぎて龍安寺の義天玄詔の下に参禅するようになった。その後行脚して汾陽寺の雲谷玄祥や大樹寺の桃隠玄朔の薫陶を受けた後、龍安寺に戻り雪江宗深により1473年（文明5年）に印可を得た。
その後、丹後国船井郡龍興寺、摂津国西宮海清寺の住持を務めた。1478年（文明10年）大徳寺51世住持となってから、1480年（文明12年）に犬山瑞泉寺住持を務めた後妙心寺12世住持となる。その後細川政元の庇護のもと龍安寺の再建に取り組み、1488年（長享2年）に中興開山となった。龍安寺の石庭はこの時に作庭されたとされる。翌年には塔頭の西源院の開山となる。また、1492年（明応元年）には亀岡龍潭寺の開山になった。その後は1504年（永正元年）に西源院に居を移し、1506年（永正3年）に示寂した。後に大寂常照禅師と諡された。
法嗣に大休宗休、九庵宗鑑、天釈禅弥（大徳寺57世）、稜叔智慶、鄧林宗棟らがいる。大休宗休の開いた妙心寺霊雲院は特芳禅傑を勧請開山としており、霊雲院を本庵とする霊雲派の開祖とされている。示寂後にまとめられた語録に『西源特芳和尚語録』がある。

## 参考資料
- 『新版禅学大辞典』
- 『妙心寺 650年の歩み』